# Raïon de Ielizovo
Le raïon de Ielizovo (en russe : Елизовский район, Elizovski raïon) est une subdivision administrative (raïon) et une municipalité (raïon municipal) du kraï du Kamtchatka en Russie. Son centre administratif est la ville de Ielizovo, et il compte 27 localités, réparties dans 10 municipalités différentes. Le service fédéral des statistiques lui attribue le code OKATO 30207.
Situé en Extrême-Orient russe, il se trouve dans la partie sud-est de la péninsule du Kamtchatka, région volcanique. Possédant une vingtaine de volcans actifs, son patrimoine naturel est à l'image de la région. De nombreuses aires protégées s'y trouvent, en particulier la réserve naturelle de Kronotski, la vallée des Geysers et de nombreux volcans, qui font partie du site des Volcans du Kamtchatka, inscrit au patrimoine mondial de l'UNESCO. Outre le patrimoine naturel, la région est la principale zone économique du kraï après Petropavlovsk-Kamtchatski, se situant dans la plaine de l'Avatcha. Son économie dépend de l'administration et des transports. En 2023, sa population s'élevait à 59 658 habitants, soit le premier raïon du kraï par population.

## Géographie

### Situation
Couvrant une superficie de 40 996 km2, le raïon de Ielizovo est le quatrième plus grand raïon du kraï du Kamtchatka, recouvrant 8,82 % du territoire du sujet. Le raïon se trouve ainsi dans le district fédéral extrême-oriental, en Extrême-Orient russe. Il est limitrophe au nord du raïon d'Oust-Kamtchatsk, au nord-ouest du raïon de Milkovo et du raïon de Sobolevo et à l'ouest du raïon d'Oust-Bolcheretsk. Il enclave partiellement de plus les villes d'importance régionale de Vilioutchinsk et de Petropavlovsk-Kamtchatski,.

Situé dans la partie sud-est de la péninsule du Kamtchatka, son point le plus septentrional est la rivière Malaïa Tchajma tandis que le point le plus méridional est le cap Lopatka. Il s'étire du nord au sud sur environ 700 km, et il est baigné par les eaux de l'océan Pacifique à l'est. 

Paysages du raïon :
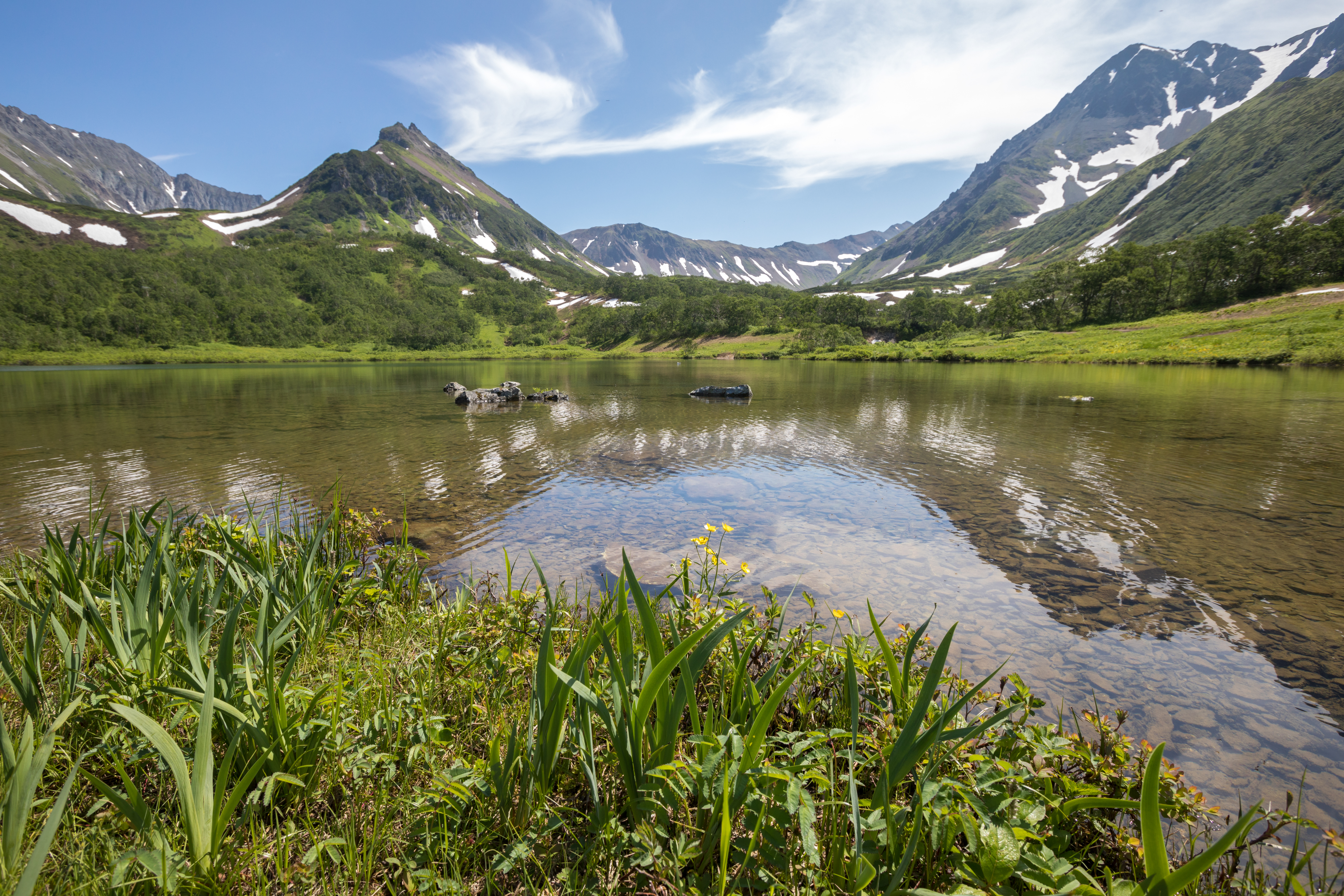
Lac Tahkoloch en juillet.
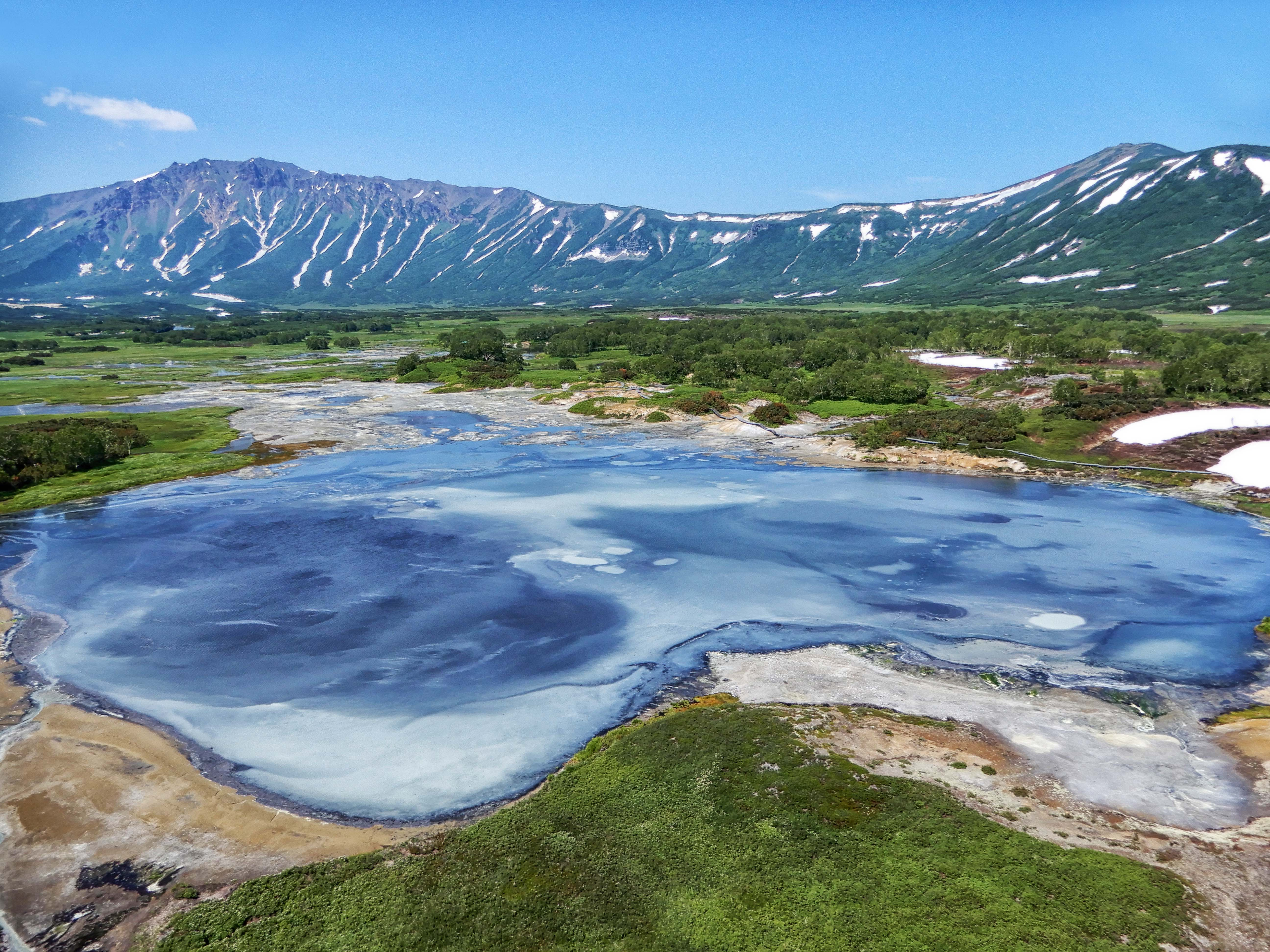
Caldera de l'Ouzon.
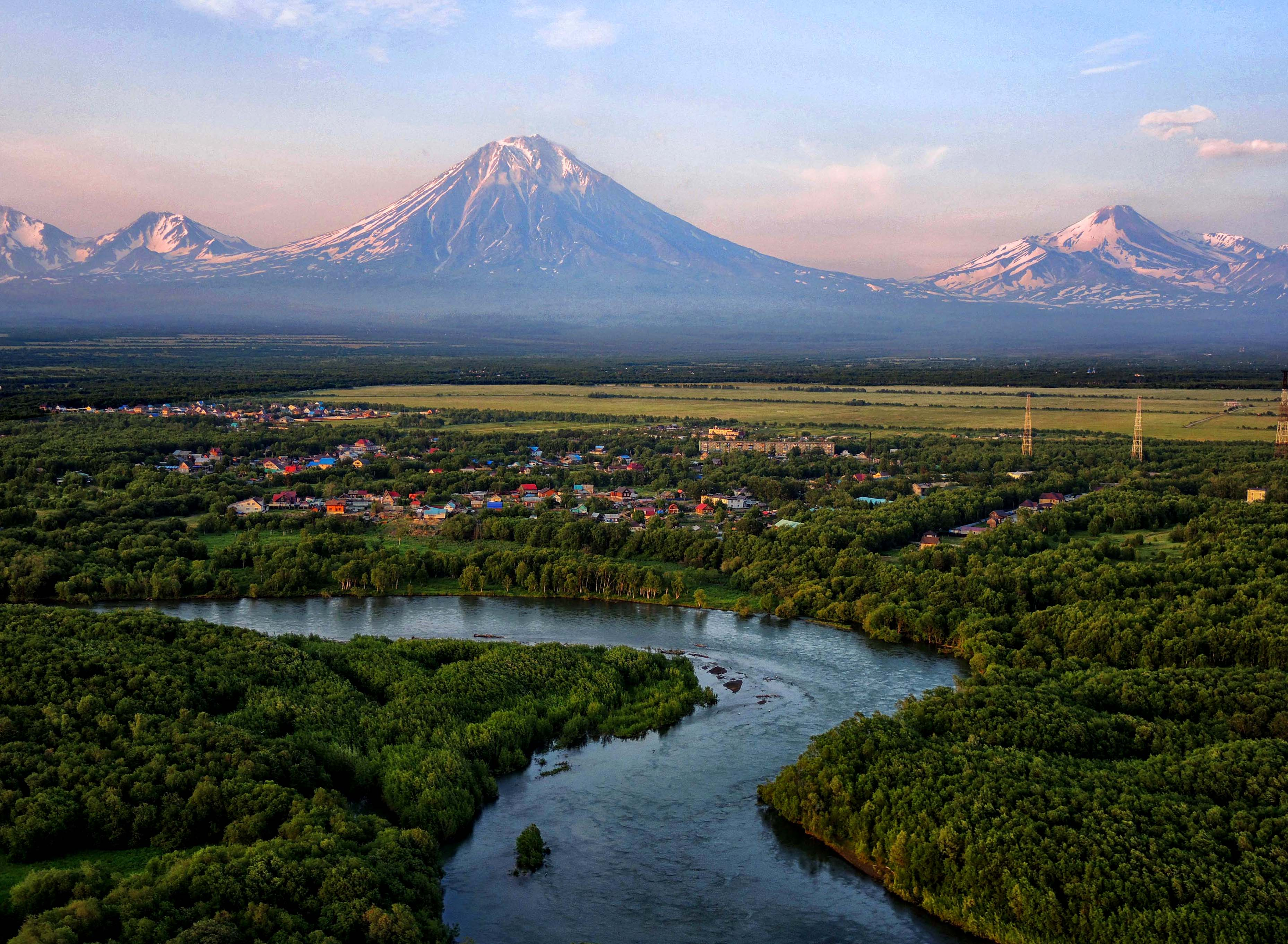
Ielizovo et le Koriakski.
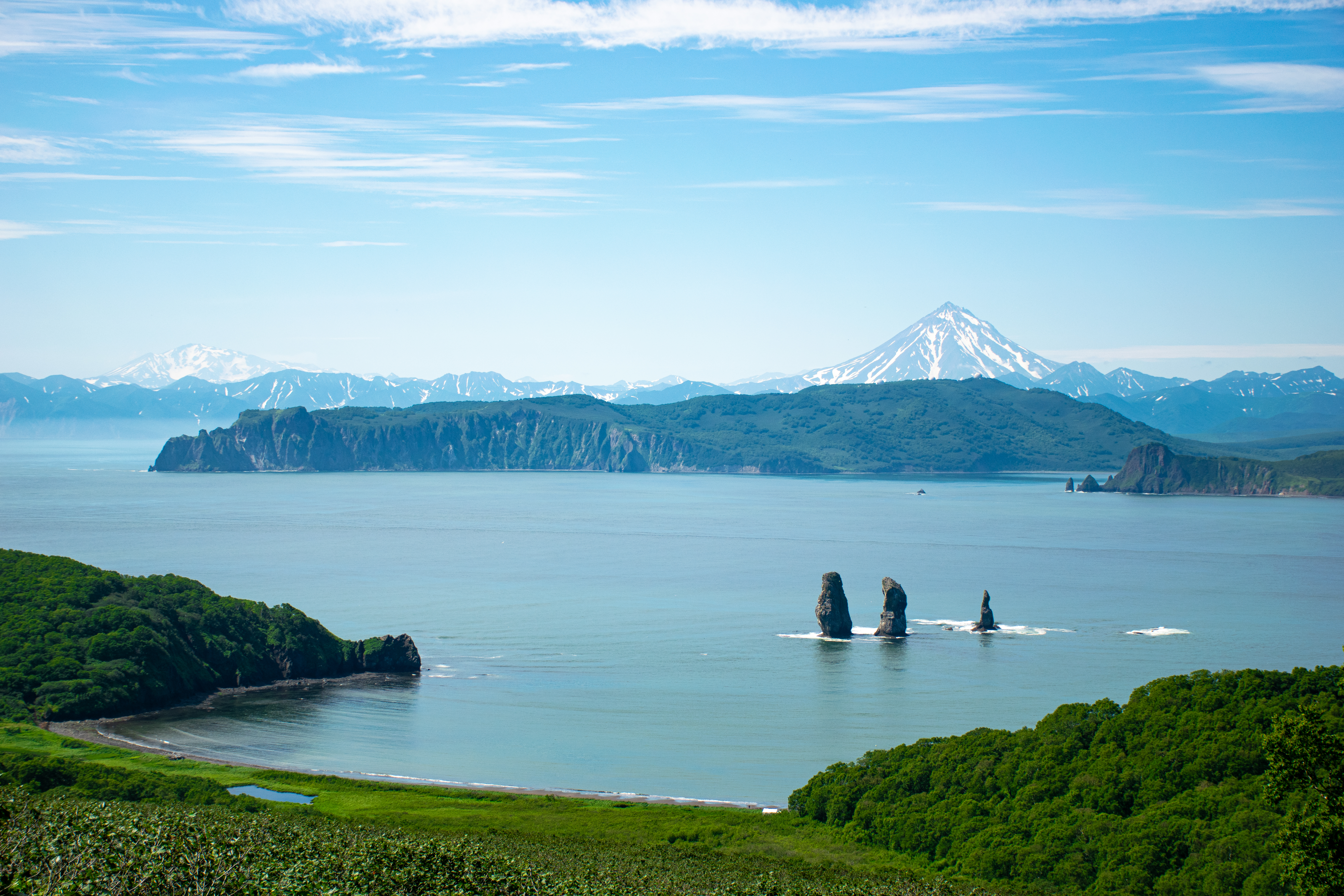
Tri Brata et le Vilioutchik en arrière-plan.

### Topographie
Le raïon de Ielizovo, comme toute la péninsule du Kamtchatka, est une région montagneuse et volcanique, les montagnes occupant plus de 70 % du territoire du raïon. La région est traversée par la chaîne Orientale, et le relief régional est caractérisé par de profondes vallées fluviales ressemblant à des canyons. Ces canyons ont un grand nombre de rapides et de cascades, et les falaises sont nombreuses dans la région,.
Les plaines ne peuvent être tracées que dans des zones étroites de vallées fluviales. Dans la partie centrale se trouve la plaine de l'Avatcha, la plus grande du raïon. Protégée des vents marins par les volcans du groupe de l'Avatcha, cela a permis à la plaine d'être la région la plus propice pour l'agriculture aux côtés du raïon de Milkovo,.

#### Littoral
Le littoral du raïon est très accidenté et découpé, avec de nombreuses péninsules, fjords et baies. La baie d'Avatcha est vaste, d'un diamètre d'environ 24 km. Au nord-est de celle-ci se trouve des péninsules telles que celles de Chipounski et de Kronotski. Entre ces péninsules se trouvent des golfes comme le golfe Kronotski et le golfe Avatchinski. Au sud de la baie d'Avatcha se trouvent des petites baies et fjords, tels qu'entre autres la baie de Vilioutchinsk, la baie Listvennitchnaïa, la baie Assatcha, etc. Le littoral est généralement élevé, souvent abrupt, avec de petites plaines aux embouchures des fleuves côtiers. De nombreux caps comme Kestrovy, Opsany et Lopatka se situent sur le littoral, et le nombre de plages est faible.

#### Chaîne Orientale et plaine d'Avatcha
La chaîne Orientale longe la côte est du Kamtchatka, du cap Lopatka au Chiveloutch sur environ 600 km. De nombreux volcans s'y trouvent, de différentes formes. Il y a des plateaux disséqués, avec des altitudes absolues pour ceux-ci variant de 400 à 500 à 800 à 1 100 mètres. La chaîne se compose de toutes une série de crêtes. La crête de Ganali, la plus haute et la plus découpée, a la ligne de partage des eaux à environ 2 000 m et plus, et la profondeur des vallées qui le traversent atteint 1 900 à 1 500 m. La crête de Ganali a des cols impraticables, et les rapides ruisseaux de montagnes sont omniprésents.
Au nord des monts Ganali se trouve la crête Valaguinski, plus basse que la première, mais avec un relief tout aussi fortement disséqué. Au nord de ceux-ci se trouvent les monts de Toumrok, avec ici de vieux volcans érodés contrairement aux deux crêtes au sud. Ces trois crêtes forment celles en-dessous de la plaine de l'Avatcha. Les grands volcans ont des altitudes supérieures de 1 200 à 1 800 m par rapport aux plateaux. Il y a huit volcans actifs dans cette zone, parmi lesquels se trouvent l'Ilinski(1 578 m), le Jeltovskaïa (1 593 m), le Moutnovski (2 324 m) et le Vilioutchik (2 175 m).
Au niveau de Petropavlovsk-Kamtchatski, le relief est interrompu par la plaine de la vallée du fleuve Avatcha. Cette plaine mesure  10 km de large et s'étend vers le nord-ouest. Au nord de la plaine se trouve la partie médiane de la Chaîne Orientale, et ce, jusqu'au lac Kronotski. Les altitudes varient de 1 200 à 1 500 m dans la partie centrale pour les plateaux, et jusqu'à 600-400 m aux niveaux des plateaux à proximité des plaines côtières. Les volcans ont des hauteurs de 800 à 2 500 m, tandis que les vallées fluviales profondes ont des altitudes de 100 à 400 m.
Au nord de la baie d'Avatcha, la chaîne Orientale comprend les volcans Avatchinski (2 751 m), Koriakski (3 465 m), et Joupanovskaïa (2 958 m). Un peu plus au nord se situe le volcan Ouzoun, une caldeira de 12 × 10 km en dimensions, dont son sommet est à une altitude de 1 617 m. D'autres volcans se trouvent près de l'Ouzon, avec le Taounchits (2 353 m) et Kikhpinytch (1 554 m). Plus au nord se situe le volcan Kronotski, point culminant avec 3 528 m d'altitude.

#### Volcanisme
Le raïon de Ielizovo compte 18 (ainsi que 1 potentiellement actif) des 29 volcans actifs du kraï du Kamtchatka. Sur les 19 volcans, 15 présentent un risque d'une éruption faible, tandis que 3 ont des risques d'éruption moyens (le Moutnovski, le Koriakski et le Karymski). Enfin, l'Avatchinski est classé comme ayant un risque d'éruption élevé.
Plusieurs volcans se situent près des zones peuplées, en particulier l'Avatchinski et le Koriakski, à côté des villes de Ielizovo (et du bassin de peuplement du raïon) et de Petropavlovsk-Kamtchatski. Par ailleurs, les volcans Gorely et Moutnovski mettent en risque la centrale géothermique du Moutnovski en contre-bas de ceux-ci.

### Hydrographie

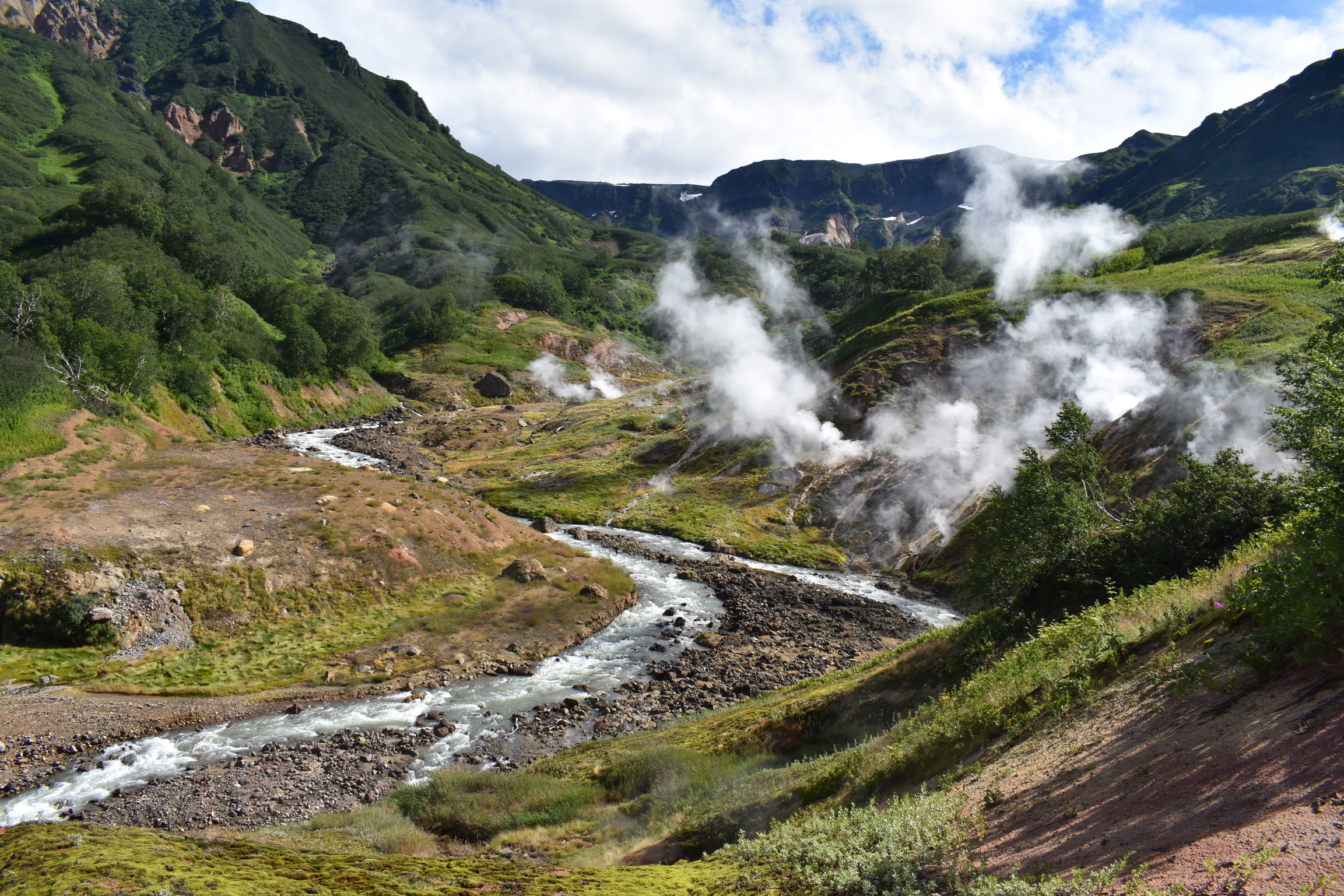
La vallée des geysers, classés par l'Unesco au patrimoine mondial.

Le raïon de Ielizovo comprend un réseau hydrographique représenté par 115 cours d'eau avec une longueur totale de 3 405 km. Les bassins versants appartiennent à ceux des mers d'Okhotsk et de Béring. Les rivières les plus longues de la région sont la rivière Joupanova (242 km), la rivière Avatcha (122 km), et la rivière Bystraïa.
Le territoire est caractérisé par des lacs volcaniques (caldeira, lac de cratère, lac de lave). Le lac Kronotski est le plus grand lac d'eau douce du Kamtchatka, avec ses 242 km2. Sa profondeur moyenne est de 51 m et le maximum est de 148 m. D'autres lacs se trouvent dans la caldeira du volcan Ouzon, tel que le Dalneïe, d'une superficie de 80 hectares, d'une profondeur de 20-25 mètres, et qui n'a pas d'exutoire.
Dans la région se trouvent environ 90 sources chaudes, fruits de l'activité thermique. Certaines sont riches en dioxyde de carbone avec celles de Malkinskoïe, de Karymski, de Goriatcheretchenski, d'Ouzon et de Jeltoretchenski. Le sulfure est présent dans celles d'Ouzon, du Haut-Semiatchinsk et de Ketkinskoïe, et il y a du radon dans celles d'Ouzon et de Datcha.

### Climat

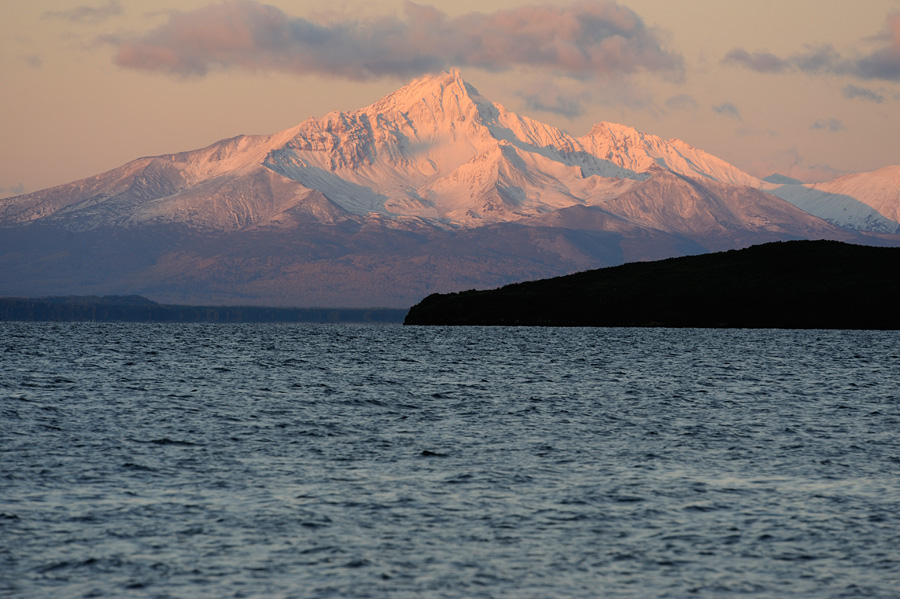
Volcan endormi Ounana.

Le climat du raïon est particulier et hétérogène, influencé fortement par la proximité de la mer d'Okhotsk et de l'océan Pacifique, ainsi que par le relief varié et les différentes distances par rapport à l'océan. Il est caractérisé par une humidité excessive, avec des hivers enneigés et des étés frais.
La température annuelle moyenne varie de −0,4 °C sur la côte ouest à −3,1 °Cd ans la partie nord et en partie dans la partie centrale, et à 0,6 °C dans les parties sud-est et centrale. Entre 95 et 140 jours ont une température quotidienne moyenne supérieure à 5 °C. La température moyenne des mois les plus chauds (juillet et août) est de 10 à 13 °C, tandis que celle des mois les plus frais (janvier et février) est de −5 à −10 °C, et jusqu'à −18 °C dans le nord de la région. Les dégels sont fréquents en hiver avec des 3 °C pendant la journée, et la durée de la couverture neigeuse est en moyenne de 200-210 jours.

### Géologie
Le raïon de Ielizovo est riche en ressources minérales. En particulier, il était recensé en 2010, 30 gisements de tourbes, 3 d'or et d'argent et 2 de perlites. Le territoire couvre le gisement de gaz et dé pétrole d'Avatcha, sous la plaine d'Avatcha. Le territoire compte de plus 4 gisements de cuivre et 3 gisements de nickel.

## Urbanisme

### Voies de communications et transports

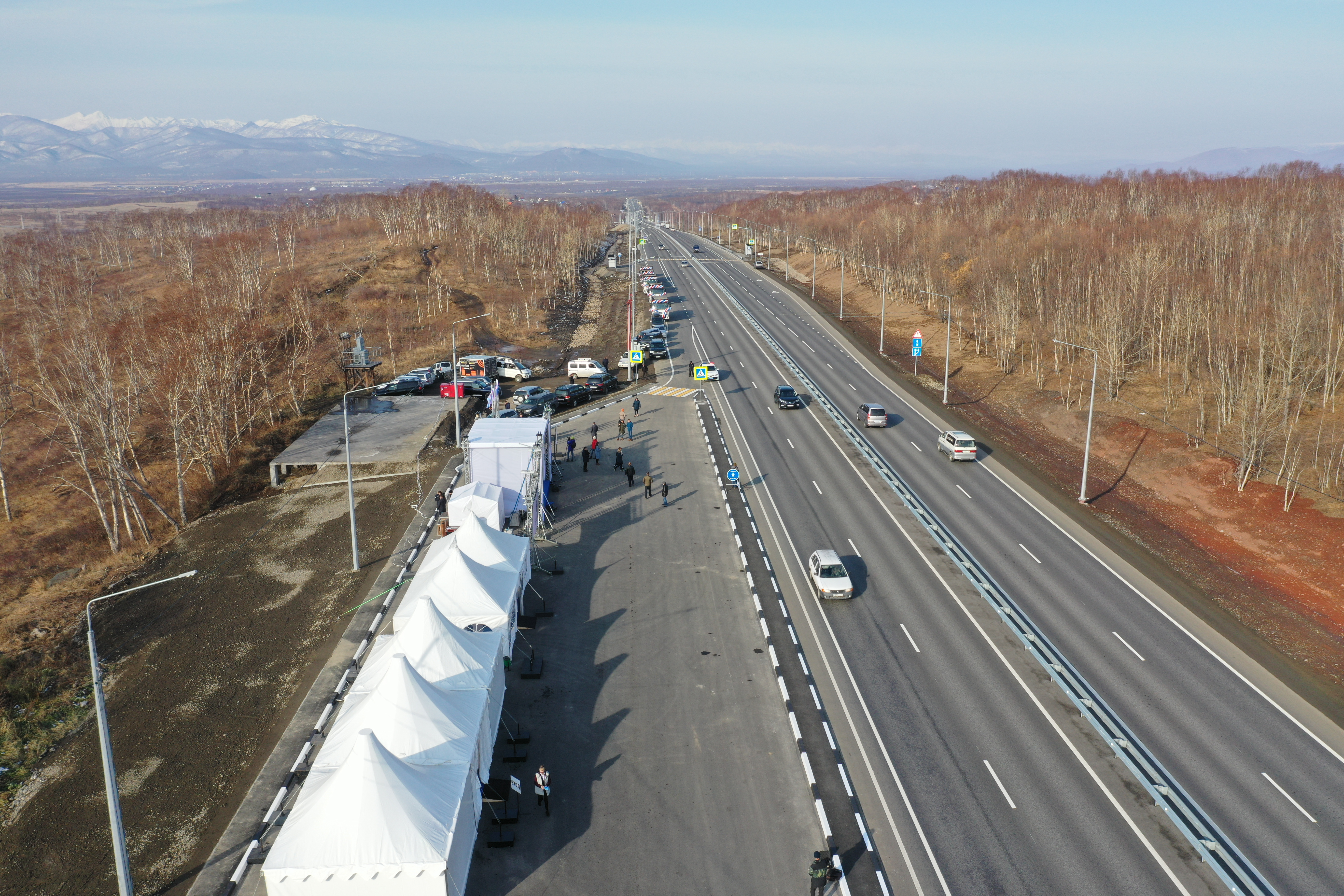
Voie expresse A401.

La principale est de loin la route fédérale A401, qui relie le port de Petropavlovsk-Kamtchatski à l'aéroport de Ielizovo et par extension Ielizovo, seconde ville du kraï. L'A401 est longue de 38 kilomètres, et alors que sa moitié ouest traverse des zones naturelles, l'autre moitié traverse la ville, en empruntant le réseau urbain. Avec son statut fédéral, elle est sous la gestion de Rosavtodor, et bénéficie ainsi des fonds fédéraux. La route est ainsi importante, et le trafic est conséquent. Le 28 octobre 2021, lors de l'inauguration des travaux toute la moitié occidentale est devenue une voie expresse, avec deux voies dans chaque sens, même s'il y a des feux aux lieux de sorties à différents niveaux. La route, devenue plus sûre, a par ailleurs été totalement éclairée.
Par ailleurs, à partir de Ielizovo, commence la principale route régionale du Kamtchatka, vers Milkovo, Klioutchi et Oust-Kamtchatsk. Cette route permet aussi via une autre route d'aller vers Oust-Bolcheretsk. D'autres routes vont à Paratounka et Vilioutchinsk.
L'aéroport de Ielizovo, qui dessert Petropavlovsk-Kamtchatski, se trouve sur le territoire.

### Risques naturels
La région volcanique se situe sur la ceinture de feu du Pacifique, la rendant proie aux séismes et aux éruptions volcaniques. Selon l'échelle Medvedev-Sponheuer-Karnik, la sismicité va de 8 à 10 points. La ville de Ielizovo et les villages de Koriaki et de Paratounka sont classés comme à risque d'un séisme de 9 points sur l'échelle MSK.

### Occupation des sols
| Année                                                        | 2010 (ha) | %    |
| ------------------------------------------------------------ | --------- | ---- |
| Terres agricoles                                             | 89,5      | 2.2  |
| Fonds forestier                                              | 2789.2    | 68,0 |
| Plantations forestières non incluses dans le fonds forestier | 56.3      | 1.4  |
| Espaces aquatiques                                           | 55.4      | 1.4  |
| Zones urbanisées                                             | 3.5       | 0,1  |
| Infrastructures routières                                    | 4.8       | 0,1  |
| Marcéages                                                    | 126,9     | 3.1  |
| Terres polluées                                              | 0,7       | 0,02 |
| Autres                                                       | 973.3     | 23,7 |
| Total                                                        | 4099.6    | 100  |

| Répartition                                  | 2010 (mille ha) | 2010 (%) |
| -------------------------------------------- | --------------- | -------- |
| Terres agricoles                             | 78.2            | 1.9      |
| Terres des localités                         | 29,8            | 0,7      |
| Terres d'industrie et autres fins spéciales  | 95,6            | 2.3      |
| Terres de territoires et des objets protégés | 963,0           | 23,5     |
| Terres du fonds forestier                    | 2898.4          | 70,7     |
| Terres de réserve                            | 34,6            | 0,8      |
| Total                                        | 4099.6          | 100      |

## Histoire

### Contexte
En 1646, un détachement de Cosaques sous le commandement de Simon Dejnev atteint le détroit de Béring (cap Dejnev) en Tchoukotka, ce qui marque le début de la colonisation russe du nord-est de l'Extrême-Orient russe. Néanmoins, ce n'est qu'en 1697 que le premier explorateur russe atteint le Kamtchatka, Vladimir Atlassov et son détachement de 60 Cosaques et de 60 Youkaguirs. Ce dernier rédige les premières descriptions géographiques du Kamtchatka, très détaillées, ce qui a permis au Kamtchatka de commencer à être représenté sur les cartes.

### Des premières colonies à 1991
Vers les années 1700, le village de Koriaki a été fondé.
En 1725, l'empereur Pierre le Grand décide d'équiper une premier expédition au Kamtchatka, qui dure trois ans. Une nouvelle expédition a ensuite lieu, la Deuxième expédition du Kamtchatka, qui atteint la région en 1740 sur les bateaux Saint-Pierre et Saint-Paul. Ils sont commandés par Vitus Béring et Alekseï Tchirikov. Stepan Kracheninnikov explore au XVIIIe siècle la péninsule du Kamtchatka, donnant la première description complète de celle-ci.
À la fin du XVIIIe siècle, sur le site de la ville moderne de Ielizovo, les peuples autochtones Kamtchadales et Itelmènes fondèrent un petit fort. En 1838, ce fort devient la localité de Stary Ostrog, c'est-à-dire le « vieux fort », et est renommé Zavoïko en 1897 du nom de Vassili Zavoïko qui vainquit les Français et les Anglais lors du siège de Petropavlovsk (guerre de Crimée).
En 1924, Zavoïko a été renommé Ielizovo, a ensuiteété élevé au statut de commune urbaine en 1965, puis est devenue une ville en 1975.
Le 17 novembre 1949, par décret du Présidium du Soviet Suprême, le raïon de Ielizovo a été formé dans le cadre du kraï du Kamtchatka.

### Depuis 1991
À la suite du passage vers l'économie de marché pendant les années 1990, la plupart des entreprises agricoles et industrielles ont été liquidées. En revanche, le secteur touristique est en pleine expansion tout comme les infrastructures de transport.

## Politique et administration

### Statut
Le raïon est un des onze raïons du kraï du Kamtchatka, dans le district fédéral extrême-oriental. Il est un raïon municipal, et comporte 10 municipalités à l'intérieur de lui. Il y a de plus 27 localités.

### Autorités
Le chef du raïon municipal, tel est son titre, est Sergueï Nikolaïevitch Tioulkine, pour un mandat du 30 mai 2022 au 30 mai 2027. Le président de la douma du raïon est Aleksandre Iourievitch Lipatov, pour un mandat du 3 novembre 2021 au 22 septembre 2025.

### Tendances politiques
Le raïon fait partie de la circonscription du Kamtchatka (no 45) pour les élections législatives russes.
| Scrutin                | 1er tour | 1er tour | 1er tour | 1er tour | 1er tour | 1er tour | 1er tour | 1er tour | 1er tour | 1er tour | 1er tour | 1er tour | 2d tour                  | 2d tour                  | 2d tour                  | 2d tour                  | 2d tour                  | 2d tour                  | 2d tour                  | 2d tour                  |
| Scrutin                | 1er      | 1er      | %        | 2e       | 2e       | %        | 3e       | 3e       | %        | 4e       | 4e       | %        | 1er                      | %                        | 2e                       | %                        | 3e                       | %                        | 4e                       | %                        |
| ---------------------- | -------- | -------- | -------- | -------- | -------- | -------- | -------- | -------- | -------- | -------- | -------- | -------- | ------------------------ | ------------------------ | ------------------------ | ------------------------ | ------------------------ | ------------------------ | ------------------------ | ------------------------ |
| Présidentielle 2012    |          | ER       | 57,44    |          | KPRF     | 18,02    |          | LDPR     | 11,21    |          | SE       | 8,51     | Victoire au premier tour | Victoire au premier tour | Victoire au premier tour | Victoire au premier tour | Victoire au premier tour | Victoire au premier tour | Victoire au premier tour | Victoire au premier tour |
| Législatives 2016      |          | ER       | 43,59    |          | LDPR     | 23,14    |          | KPRF     | 13,42    |          | SRZP     | 4,08     | Tour unique              | Tour unique              | Tour unique              | Tour unique              | Tour unique              | Tour unique              | Tour unique              | Tour unique              |
| Présidentielle 2018    |          | ER       | 68,55    |          | KPRF     | 18,14    |          | LDPR     | 8,82     |          | GRANI    | 1,08     | Victoire au premier tour | Victoire au premier tour | Victoire au premier tour | Victoire au premier tour | Victoire au premier tour | Victoire au premier tour | Victoire au premier tour | Victoire au premier tour |
| Gouvernorale 2020 (ru) |          | SE       | 81,92    |          | LDPR     | 6,64     |          | SRZP     | 5,20     |          | PR       | 2,05     | Victoire au premier tour | Victoire au premier tour | Victoire au premier tour | Victoire au premier tour | Victoire au premier tour | Victoire au premier tour | Victoire au premier tour | Victoire au premier tour |
| Législatives 2021      |          | ER       | 30,89    |          | KPRF     | 24,50    |          | LDPR     | 12,79    |          | NL       | 8,58     | Tour unique              | Tour unique              | Tour unique              | Tour unique              | Tour unique              | Tour unique              | Tour unique              | Tour unique              |

### Municipalités
Le raïon municipal comprend 10 municipalités, dont 2 établissement urbain et 8 établissements ruraux, :
| Non. | Municipalité                             | Centre administratif | Nombre de localités | Population 2023 | Superficie, km 2 |
| ---- | ---------------------------------------- | -------------------- | ------------------- | --------------- | ---------------- |
| 1    | Établissement urbain de Voulkanny        | Voulkanny            | 1                   | 1354            | 10.01            |
| 2    | Établissement urbain de Ielizovo         | Ielizovo             | 1                   | 36 199          | 127,77           |
| 3    | Établissement rural de Koriaki           | Koriaki              | 3                   | 3030            | 113.56           |
| 4    | Établissement rural de Natchiki          | Sokotch              | 5                   | 1362            | 249,80           |
| 5    | Établissement rural de Nikolaïevka       | Nikolaïevka          | 2                   | 2409            | 92.38            |
| 6    | Établissement rural de Novy-de-l'Avatcha | Novy                 | 4                   | 4424            | 34,87            |
| 7    | Établissement rural de Novy-Lesnoï       | Lesnoï               | 3                   | 1625            | 116,00           |
| 8    | Établissement rural de Paratounka        | Paratounka           | 2                   | 3093            | 322.34           |
| 9    | Établissement rural de Pionerski         | Pionerski            | 3                   | 3892            | 15h80            |
| 10   | Établissement rural de Razdolny          | Razdolny             | 3                   | 2270            | 260,59           |

## Population et société

### Démographie
Recensements (*) ou estimations de la population,:
| 1959*  | 1970*  | 1979*  | 1989*  |
| ------ | ------ | ------ | ------ |
| 35 483 | 41 375 | 55 477 | 75 649 |

| 2002*  | 2010*  | 2017   | 2021*  |
| ------ | ------ | ------ | ------ |
| 65 619 | 64 135 | 63 611 | 59 777 |

| 2023   | - | - | - |
| ------ | - | - | - |
| 59 658 | - | - | - |

### Localités

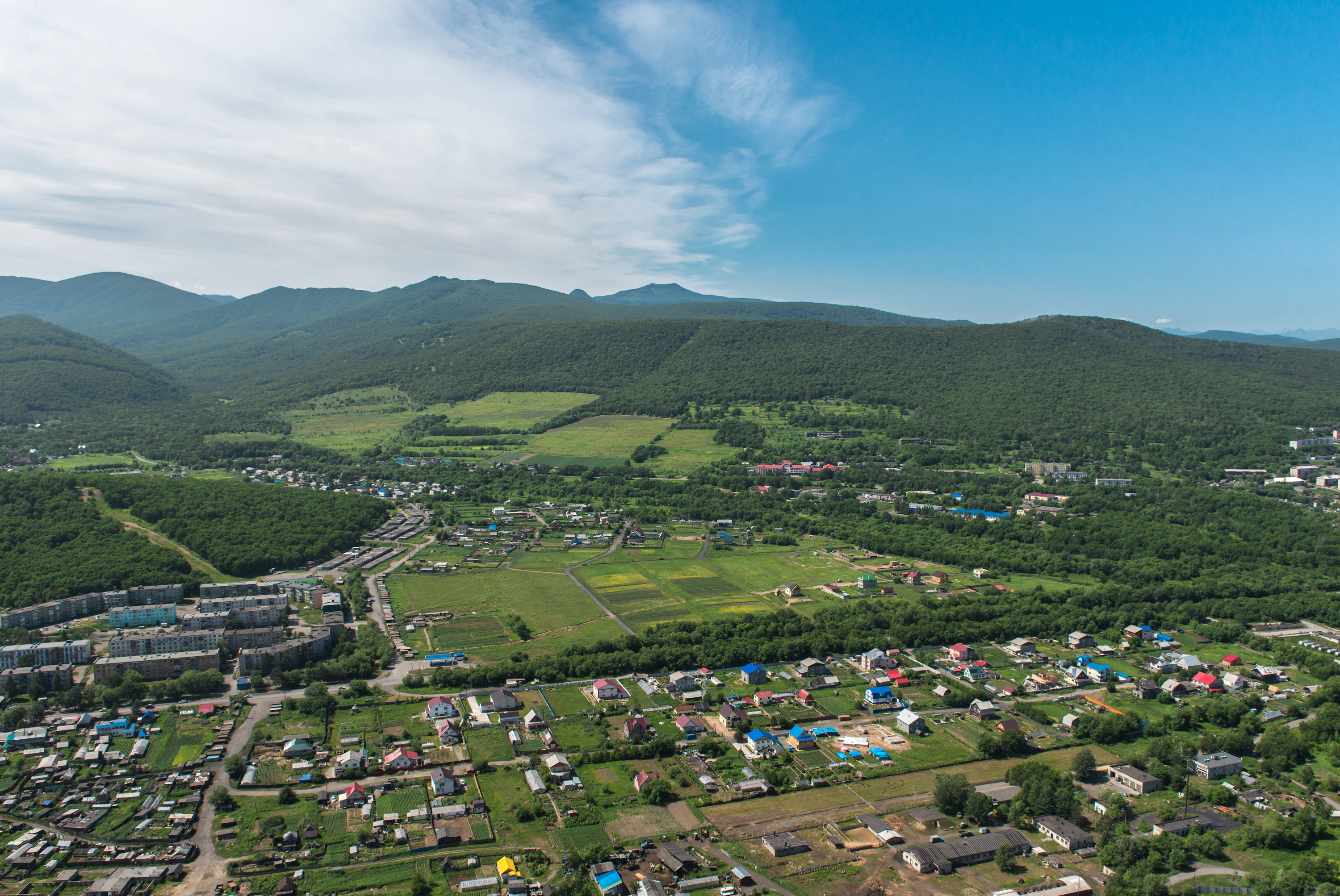
Banlieue de Ielizovo.

| Liste des localités | Liste des localités | Liste des localités | Liste des localités | Liste des localités | Liste des localités |
| N°                  | Localité            | Statut              | Fondation           | Population 2010     | Population 2021     |
| ------------------- | ------------------- | ------------------- | ------------------- | ------------------- | ------------------- |
| 1                   | Berenziaki          | village             | 10 janvier 1959     | 331                 | 293                 |
| 2                   | Voulkalny           | commune urbaine     | 1955                | 1608                | 1329                |
| 3                   | Ganaly              | village             |                     | 2                   | 1                   |
| 4                   | Dalni               | village             |                     | 61                  | 67                  |
| 5                   | Dvouretchié         | village             |                     | 256                 | 275                 |
| 6                   | Ielizovo            | ville               | 1897                | 37 600              | 36 240              |
| 7                   | Zelioni             | village             |                     | 743                 | 716                 |
| 8                   | Ketkino             | village             |                     | 288                 | 288                 |
| 9                   | Koriaki             | village             |                     | 2735                | 2775                |
| 10                  | Krasni              | village             |                     | 722                 | 875                 |
| 11                  | Kroutoberegovi      | village             |                     | 91                  |                     |
| 12                  | Lesnoï              | village             |                     | 957                 | 875                 |
| 13                  | Malki               | village             |                     | 23                  | 21                  |
| 14                  | Nagorni             | village             |                     | 1469                | 1367                |
| 15                  | Natchiki            | village             |                     | 315                 | 284                 |
| 16                  | Nikolaïevka         | village             |                     | 1819                | 1822                |
| 17                  | Novi                | village             |                     | 1134                | 1272                |
| 18                  | Paratounka          | village             |                     | 1619                | 1603                |
| 19                  | Pinatchevo          | village             |                     | 67                  | 71                  |
| 20                  | Pionnierski         | village             |                     | 2782                | 2782                |
| 21                  | Razdolni            | village             | 10 janvier 1969     | 2425                | 2307                |
| 22                  | Svetli              | village             |                     | 780                 | 939                 |
| 23                  | Sokotch             | village             |                     | 903                 | 766                 |
| 24                  | Sosnovka            | village             |                     | 870                 | 1018                |
| 25                  | Termalni            | village             | 28 janvier 1982     | 2001                | 1890                |
| 26                  | Ioujnié-Koriaki     | village             |                     | 405                 | 464                 |
| 27                  | Severnié Koriaki    | village             |                     | 160                 | 155                 |

### Enseignement
Le système éducatif du raïon comprend en 2009 50 établissements d'enseignement. Ils se répartissent entre 24 établissements préscolaires (dont 10 à Ielizovo), 23 établissements d'enseignement général (dont 10 à Ielizovo), 3 établissements d'enseignement professionnel à Ielizovo et 1 école du soir à Ielizovo.

### Santé
En 2012, la région compte 21 organisations médicales, dont 13 municipales. Il y a 340 lits à cette date, ainsi que 1 073 personnes travaillant dans le système de santé, dont 168 médecins.

### Sports
En 2012, le raïon compte 113 installations sportives, dont 45 terrains de sports, 33 salles de sports, 8 terrains de tir, 2 stades, 2 stations de ski, un complexe de biathlon et d'autres installations.

## Environnement

### Faune

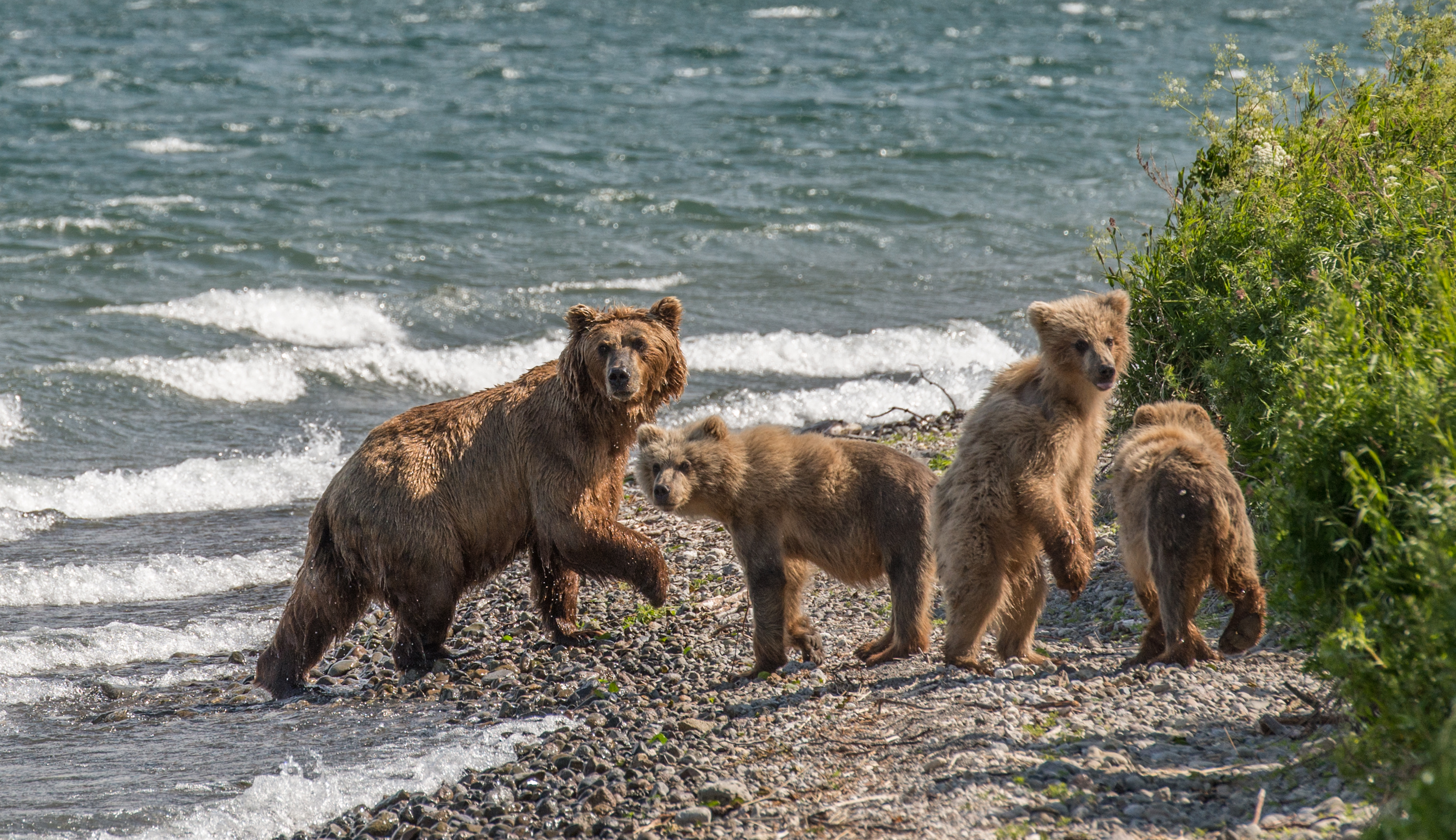
Ours bruns dans la réserve naturelle de Kronotski.

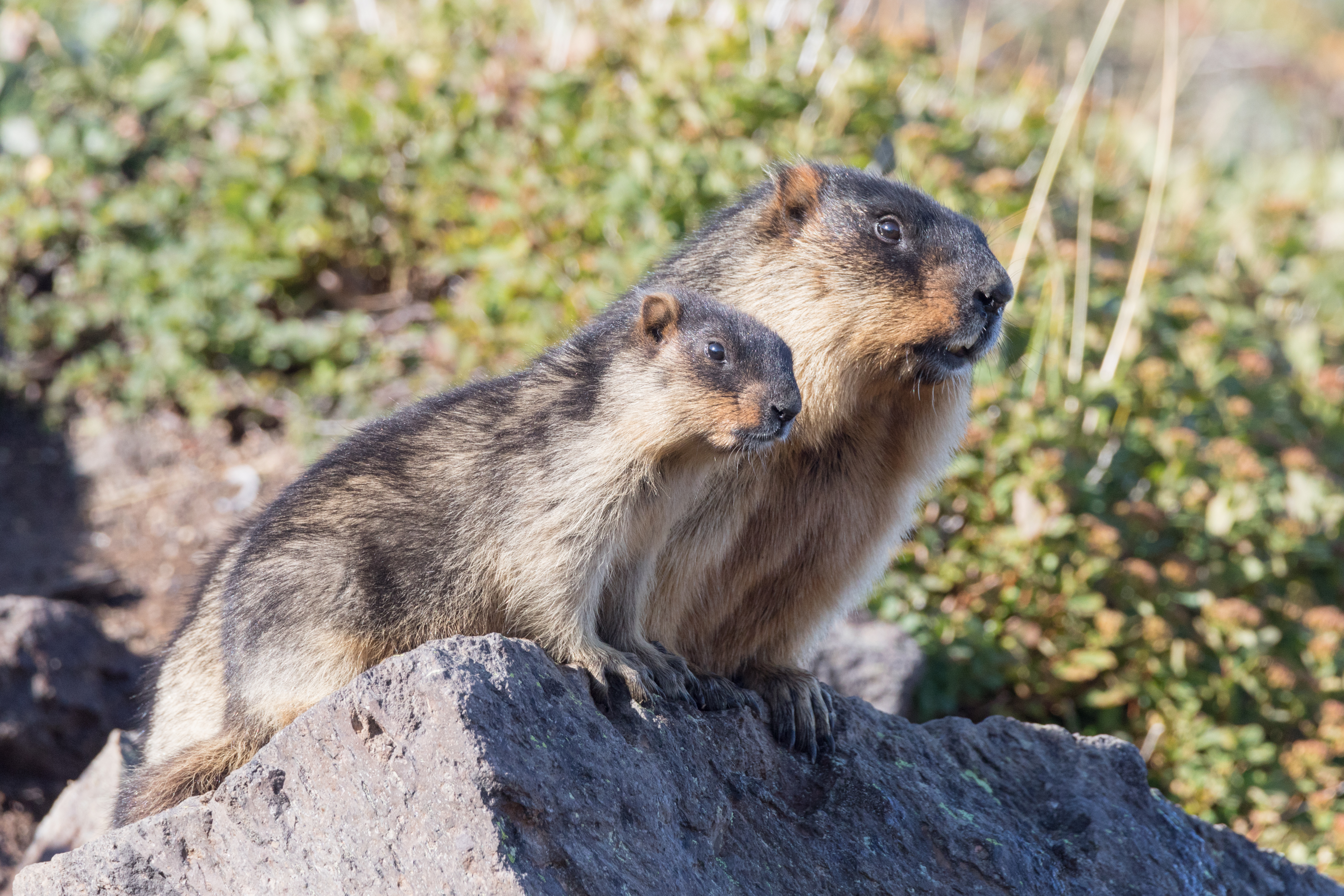
Deux marmota camtschatica dans le parc naturel du Kamtchatka du Sud. Août 2019.

En termes de faune, le raïon de Ielizovo recense plus de 2000 espèces, dont environ 80% d'insectes. Nombre d'espèces sont endémiques au Kamtchatka. En particulier l'avifaune comprend 322 espèces et sous-espèces d'oiseaux. Le Livre rouge de Russie (hors insectes), recense 59 espèces protégées dans le kraï et ainsi dans le raïon, dont 39 espèces d'oiseaux, mais aucun mammifère. Parmi les espèces que le raïon abrite se trouvent l'hermine, la loutre, le rat musqué, le renard, le vison d'Amérique et la zibeline. En poissons l'on recense le saumon rose à bosse, le saumon du Pacifique, le saumon rouge, le saumon royal, le saumon argenté et le saumon masou, saumons qui viennent dans les frayères. Il y a de plus le carassin, l'omble chevalier et l'éperlan dans les rivières et lacs du territoire.

### Flore
Selon les données de 2012, environ 1 300 espèces de plantes poussent dans la région, dont plusieurs dizaines de mousses et jusqu'à 400 espèces de lichens. La particularité de la flore repose sur les bouleaux qui représentent près de 80 % des grands arbres, ainsi que des forêts rampantes formées de cèdres et d'aulnes nains. Parmi les arbustes, on recense de l'aubépine, le chèvrefeuille, le pin nain de Sibérie, le genévrier de Sibérie et la spirée. Dans les plaines inondables poussent le peuplier de Mongolie (Populus suaveolens), le saule, le tremble, le cerisier à grappes, le sorbier des oiseleurs et l'aubépine. On recense par ailleurs trois espèces de rhododendrons sur le territoire.
Pour le kraï du Kamchatka, le Livre rouge de Russie protège 16 espèces de plantes vasculaires, 6 espèces de bryophytes, 8 espèces de lichens et 3 espèces de champignons. Presque toutes ces espèces végétales poussent sur le territoire du raïon.

### Aires protégées
Le raïon compte deux aires protégées fédérales qui sont la réserve naturelle de Kronotski et le parc naturel du Kamtchatka du Sud, 7 zakazniks régionales, 2 parc naturels régionaux et plusieurs dizaines de monuments naturels. La réserve naturelle de Kronotski, la vallée des Geysers et de nombreux volcans du territoire font partie du site des Volcans du Kamtchatka, inscrit au patrimoine mondial de l'UNESCO,.

Aires protégées du raïon (sélection) :
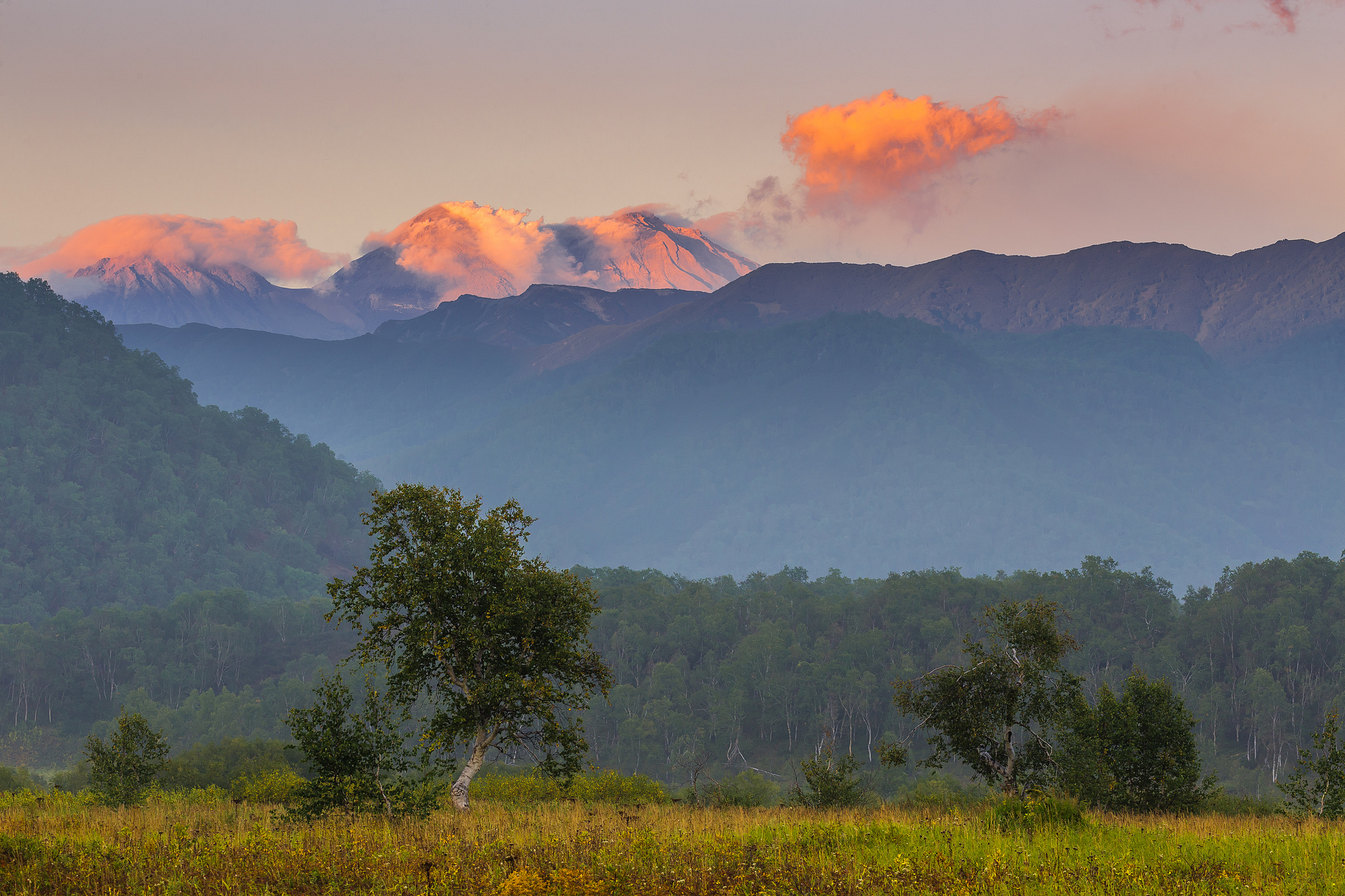
Paysage du parc naturel de Nalytchevo.
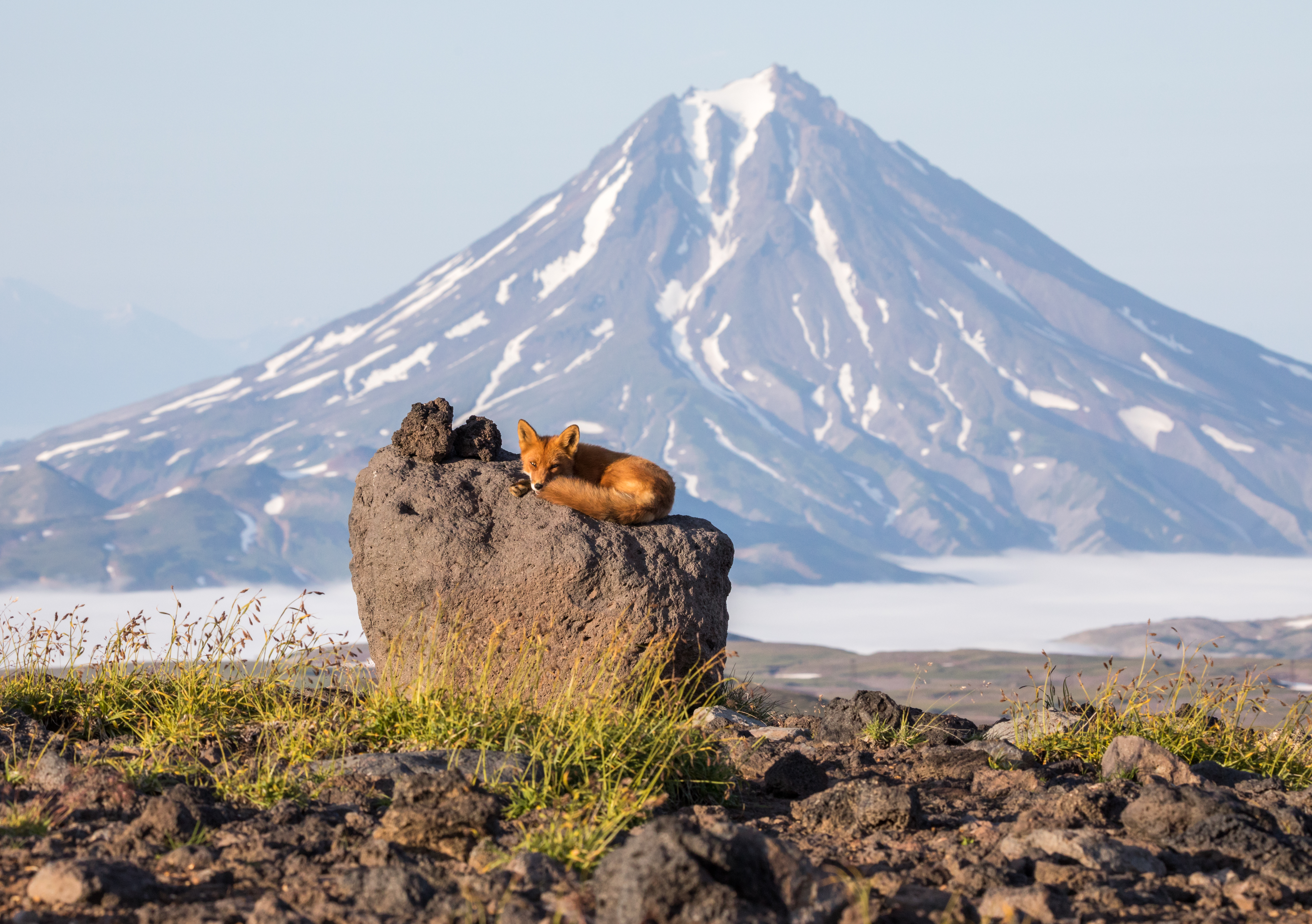
Renard roux devant le Vilioutchik dans le parc naturel du Kamtchatka du Sud.
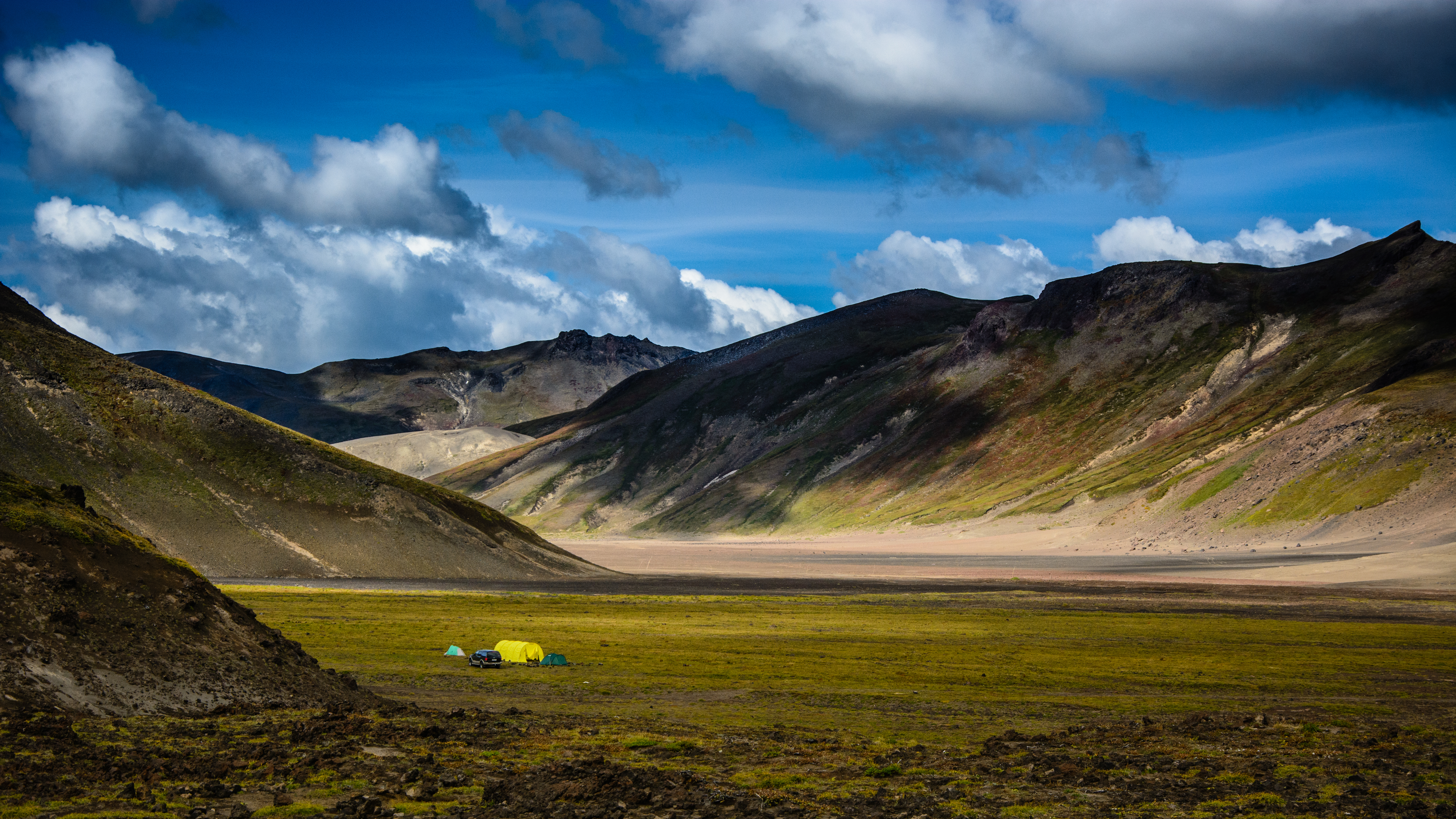
Caldeira du volcan Goreli.
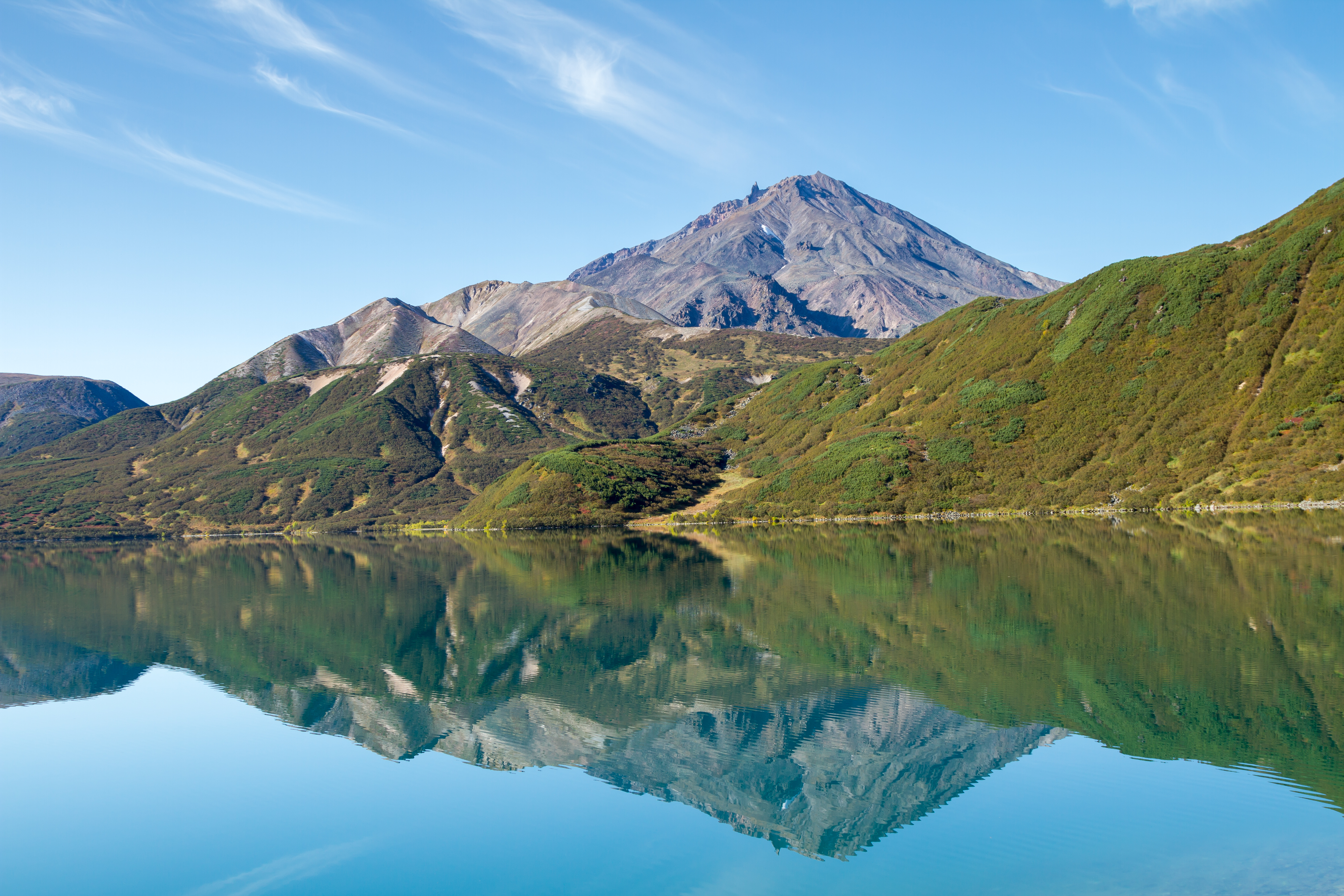
Volcan Bakening et lac Medvejié.

### Pollution
Selon le Département interrégional d'Extrême-Orient de Rosprirodnadzor, les émissions de polluants provenant de sources fixes en 2021 se sont élevées à 7 467 tonnes (en 2018 - 13 115 tonnes), soit 118,1 kg par habitant. Les principales sources de pollution dans le raïon sont l’aéroport de Ielizovo ainsi que les principales artères de transport (routières) du Kamtchatka qui traversent le territoire.

## Économie
En raion des conditions naturelles et économiques favorables, la région est la principale zone économique du territoire après la capitale régionale.

### Entreprises
Au 1er janvier 2009, 1 820 organisations opéraient dans le raïons, ainsi que 2 476 entrepreneurs individuels. La base de l'économie de la région est constituée d'entreprises commerciales (28,3 % du total du chiffre d'affaires des entreprises), de l'industrie (26,4 %), de la construction (16,1 %), des transports et des communications (13,8 %).

### Emplois
| Répartition                                                        | 2008  | %   |
| ------------------------------------------------------------------ | ----- | --- |
| Agriculture, foresterie et chasse                                  | 992   | 5   |
| Ppêche et pisciculture                                             | 382   | 2   |
| Exploitation minière                                               | 238   | 1   |
| Industries manufacturières                                         | 424   | 2   |
| Fourniture d'électricité, de gaz et d'eau                          | 1410  | 8   |
| Construction                                                       | 440   | 2   |
| Commerce de gros et de détail; réparation de véhicules et de motos | 528   | 3   |
| Hôtellerie et restauration                                         | 270   | 1   |
| Transport et communications                                        | 2385  | 13  |
| Activités financières                                              | 113   | 1   |
| Activités immobilières                                             | 914   | 5   |
| Administration publique et armée ; sécurité sociale                | 3749  | 22  |
| Éducation                                                          | 2878  | 17  |
| Services de santé et services sociaux                              | 2543  | 14  |
| Prestation d'autres types de services                              | 775   | 4   |
| Total                                                              | 18042 | 100 |